# Lezey

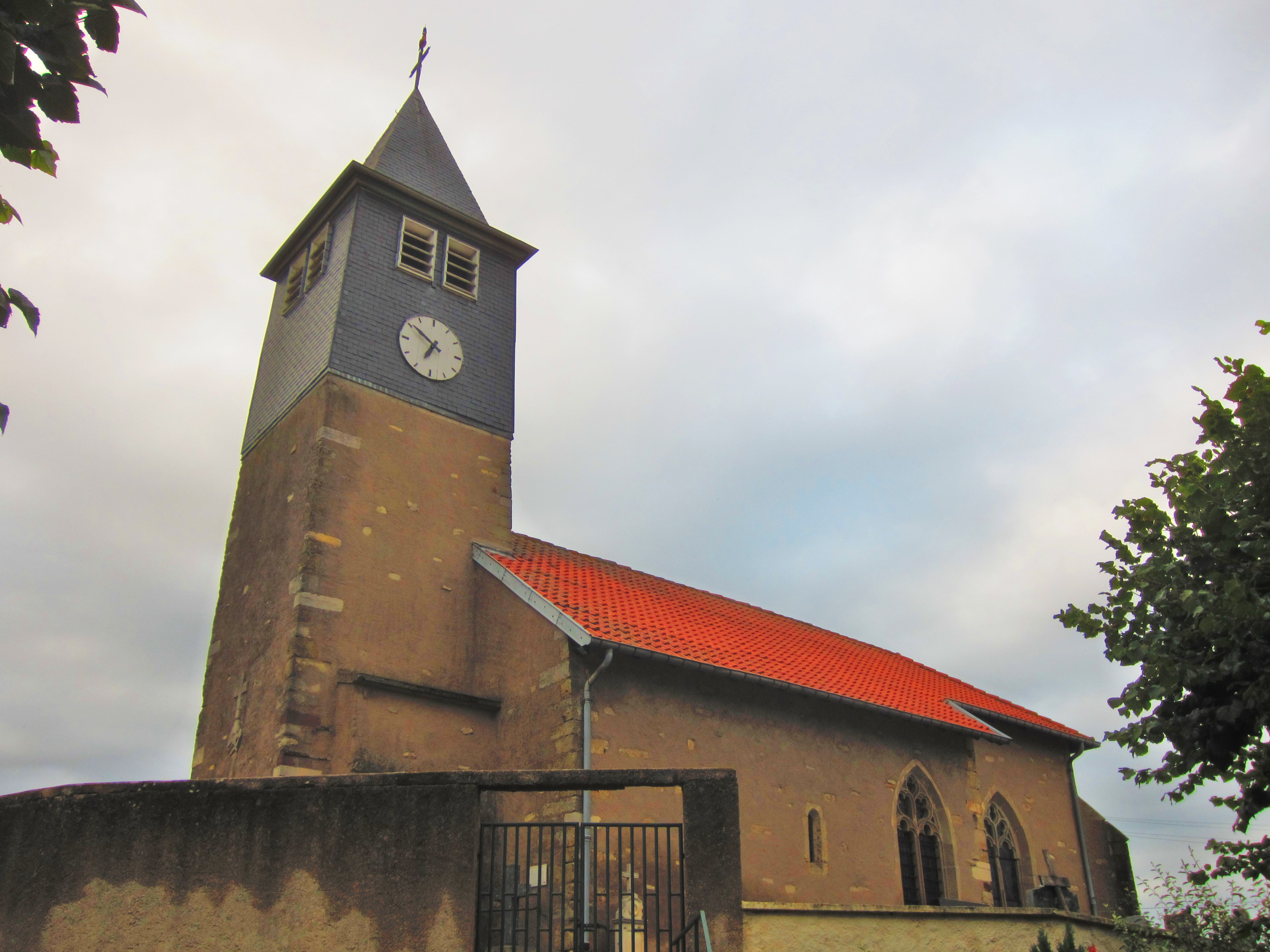
Kirche Saint-Remy

Lezey ist eine französische Gemeinde mit 90 Einwohnern (Stand 1. Januar 2022) im Département Moselle in der Region Grand Est (bis 2015 Lothringen). Sie gehört zum Arrondissement Sarrebourg-Château-Salins. 

## Geographie
Lezey liegt acht Kilometer östlich von Vic-sur-Seille im Saulnois (Salzgau) auf einer Höhe zwischen 200 und 262 m über dem Meeresspiegel. Das Gemeindegebiet umfasst 7,52 km². Im Gemeindegebiet verläuft das Flüsschen Nard, das zum Canal de Flottage des Salines ausgebaut wurde.
Zur Gemeinde gehören auch die Gehöfte Basse Récourt (1915–1919 Unterer Königshof) und Haute Récourt (1915–1919 Oberer Königshof).

## Geschichte
Die Ortschaft gehörte früher zum Herzogtum Lothringen und dem Bistum Metz. 934 befand sie sich im Besitz der Abtei Reimersberg und wurde 1180 an die Prämonstratenserabtei Salival in Morville bei Vic abgetreten. Urkundlich erwähnt wurde der Ort seit dem Mittelalter als Ecclesia sancti Remigii de Lizeis (1192), dominicatum iuxta Liezeis (12. Jh.), Feodum ville de Lezey (1290) sowie Lezay und Layzay (1719).
Das Gemeindewappen erinnert an die Abtei von Salival (Lachse) und die Abtei Haute Seille (Kreuz und Halbmond), die in Lezey Besitz hatten.
Der zur Gemeinde gehörige Hof Haute Récord wurde früher urkundlich genannt als Regis curia iuxta Marsallum (1268), Rihecourt iuxta Marsallum (1270), Grange de Riecourt (1273), molendinum de Rechecurt (1288) wie auch als capella seu ecclesia sita prope curten seu domum monasterii Clarevallis apud ricort (1305).
Das Dorf wurde im Dreißigjährigen Krieg komplett entvölkert. Durch die Bestimmungen im Friede von Vincennes kam Lezey 1661 zu Frankreich. 
Durch den Frankfurter Frieden vom 10. Mai 1871 kam die Region an das deutsche Reichsland Elsaß-Lothringen, und das Dorf wurde dem Kreis Château-Salins im Bezirk Lothringen zugeordnet. In der Ortschaft gab es eine Mühle und eine Salzquelle. Nach dem Ersten Weltkrieg musste die Region aufgrund der Bestimmungen des Versailler Vertrags 1919 an Frankreich abgetreten werden und wurde Teil des Département Moselle. Im Zweiten Weltkrieg war die Region von der deutschen Wehrmacht besetzt.
1915–1919 und 1940–1944 trug das Dorf den eingedeutschten Namen Litzingen.

### Bevölkerungsentwicklung
| Jahr      | 1962 | 1968 | 1975 | 1982 | 1990 | 1999 | 2007 | 2019 |
| Einwohner | 128  | 131  | 112  | 110  | 91   | 99   | 116  | 94   |

## Sehenswürdigkeiten
- Kirche Saint-Remy